# Mohamed Konate
Mohamed Konate (Bamako, 20 de outubro de 1992) é um futebolista profissional malinês que atua como defensor.

## Carreira
Mohamed Konate representou o elenco da Seleção Malinesa de Futebol no Campeonato Africano das Nações de 2017.